# 大角健二
大角 健二（おおすみ けんじ、1980年5月30日 - ）は、日本の高校野球指導者。
報徳学園高等学校（兵庫県）野球部監督兼国語科教諭。

## 経歴
兵庫県川西市出身。報徳学園高等学校野球部時代、捕手として2年春から4大会連続甲子園（2年春の第69回選抜高野球大会、2年夏の第79回全国高校野球選手権大会、3年春の第70回選抜高野球大会、3年夏の第80回全国高校野球選手権大会・最高成績は2年春のベスト4）に出場。高校卒業後、立命館大学に進学し、立命館大学硬式野球部で高校時代に引続き捕手としてプレー。右肘を故障し4回生まで試合に出場できない日々が続いたが、キャプテンを務めた。
2002年10月、大角が大学4年秋のリーグ戦後、永田裕治と二人三脚で報徳学園の部長を務めた竹村洋一が癌で亡くなる。竹村の葬式の席で、監督の永田から、自らの後継者として指名された。2004年に立命館大学経営学部を卒業。当初、大学卒業後は野球から身を引き、消防士を志望していたが、この出来事をきっかけにコーチとして報徳学園に戻り、通信制の大学で国語の教員免許を取得した。
2017年、永田監督が第89回選抜高等学校野球大会を最後に勇退すると、当時部長だった大角は、後を引き継ぐ形で監督に就任した。
就任2年目の2018年には、小園海斗らを擁し、第100回全国高等学校野球選手権記念大会に出場し、ベスト8に進出した。
2021年、立命館大学時代に3学年先輩であった、元阪神タイガースの葛城育郎を報徳学園のコーチに迎えた。葛城は2021年2月に学生野球資格を回復したばかりだった。
2022年、秋季兵庫大会で優勝し、秋季近畿大会決勝で母校野球部の大先輩にあたる西谷浩一監督率いる大阪桐蔭相手に3安打完封負け（スコアは0-1）を喫し準優勝。第95回記念選抜高等学校野球大会の出場校に選出された（学校として6年ぶり22回目の出場）。同大会では、準々決勝で前年夏優勝の仙台育英相手に延長10回タイブレーク（3回戦の東邦相手に続いて2試合連続）でサヨナラ勝利。
大角は準々決勝後、準決勝で前年春優勝・前年秋明治神宮大会優勝を誇り、西谷監督率いる大阪桐蔭との試合が決まると、「（大阪桐蔭は）最もやりたい相手。報徳の大先輩でもある西谷先生に報徳の校歌を聴かせてあげられたらと思います」と準決勝への意気込みを語った。迎えた準決勝、大阪桐蔭戦では、3回表一挙5点先行されるも直後の3回裏に点差を3点に詰め、終盤7回裏に一挙同点。8回裏に2点勝ち越し、前年秋季近畿大会決勝の雪辱を果たすと同時に、21年ぶり3度目の決勝戦進出に導いた。決勝戦では吉田洸二監督が率いる山梨学院相手2点先制したが、その後逆転負け（スコアは3-7）を喫し準優勝という結果となった。

## 主な教え子
- 西垣雅矢（東北楽天ゴールデンイーグルス所属）
- 小園海斗（広島東洋カープ所属）
- 堀柊那（オリックス・バファローズ所属）